# 伊文斯號驅逐艦 (DD-78)
伊文斯號驅逐艦（舷號DD-78），轉交予英國後更名為曼斯菲爾號，是一艘美國海軍建造的驅逐艦，為維克斯級驅逐艦的四號艦。她是美軍第一艘以伊文斯為名的軍艦，以紀念美西戰爭時期的海軍軍官羅伯利·伊文斯（Robley Dunglison Evans）。
伊文斯號在1917年於巴斯鋼鐵廠開始建造，在1918年下水服役，服役日剛好為第一次世界大戰結束之時。接著伊文斯號分別在大西洋及太平洋服役，在1922年退役封存。1930年至1937年間，伊文斯號曾重返現役，並服役於戰鬥部隊。隨著第二次世界大戰爆發，1939年伊文斯號再次重返現役，並在1940年按租借法案轉交英國皇家海軍，更名為曼斯菲爾號。此後曼斯菲爾號主要負責護航商船，並曾外借予挪威海軍。1943年，曼斯菲爾號轉到加拿大海軍，最後在1944年退役除籍，並出售拆解。